# Penama
Penama è una provincia della Repubblica di Vanuatu, costituita dalle tre isole principali di Ambae, Pentecost e Maewo nell'Oceano Pacifico, di cui il nome della provincia è un acronimo. Conta una popolazione di 30 819 abitanti (2009) e si estende per 1204 km². Il capoluogo è Saratamata.